# Personne n'attend la nuit
Pour plus de détails, voir Fiche technique et Distribution.
Personne n'attend la nuit (en espagnol : Nadie quiere la noche) est un film dramatique espagnol réalisé par Isabel Coixet et sorti en 2015. L'action se déroule en 1908 au Groenland et est une coproduction internationale entre l'Espagne, la France et la Bulgarie.
Le film a été sélectionné pour l'ouverture du 65e Festival international du film de Berlin.

## Synopsis

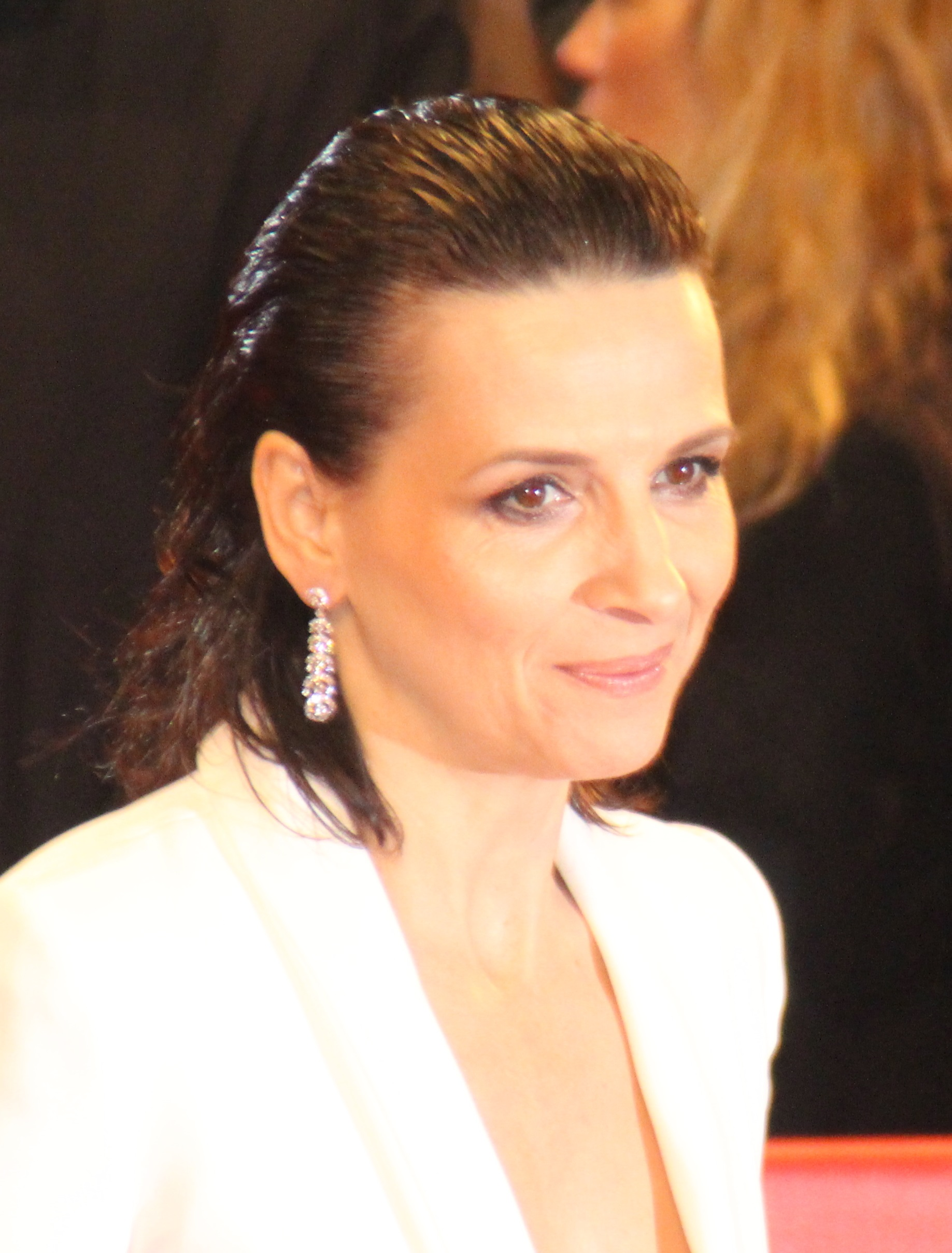
L'actrice pour la présentation du film à la Berlinale 2015.

Joséphine Peary, femme d'un explorateur du pôle Nord, Robert Peary, décide de partir à sa rencontre, malgré les dangers et les conditions extrêmes, assisté par un autre explorateur, Bran Trevor. Elle s'aperçoit qu'une autre femme, Allaka, attend aussi le retour de son époux. Elle va apprendre à survivre à ses côtés.

## Fiche technique
- Réalisation : Isabel Coixet
- Scénario  :  Miguel Barros
- Directeur de la photographie : Jean-Claude Larrieu
- Directeur artistique : Alain Bainée
- Genre : Drame
- Durée : 82 minutes
- Date de sortie :
  - Allemagne : 5 février 2015 (Berlinale 2015)

## Distribution
- Rinko Kikuchi : Allaka
- Juliette Binoche : Josephine Peary
- Gabriel Byrne : Bram Trevor
- Matt Salinger : capitaine Spalding
- Velizar Binev : Fyodor
- Ciro Miró : Cyrus
- Orto Ignatiussen : Ninq
- Alberto Jo Lee : Odaq
- Clarence Smith : Henson - le narrateur
- Ben Temple : Frand
- Reed Brody : Lucius